# シグマ45
『シグマ45』は、寺沢武一による日本の漫画作品。後の寺沢の代表作となる『コブラ』の原型となった作品とされ、1976年～1977年頃に執筆された。

## 概要
手塚治虫の目に留まり、手塚プロダクションのスタッフの一人として働き始めた寺沢が「大地よ蒼くなれ」で手塚賞佳作入選と一人の漫画家としてのスタートを切った頃に製作された短編漫画の一つ。計60ページの作品である。
プロトタイプとも公式に明言されることから随所に『コブラ』に繋がる部分を見ることができるものの、この作品は『コブラ』とは主人公の性別やサイコガンにあたる武器の装備場所が異なる。また、『コブラ』シリーズとの最大の違いは、『コブラ』が全宇宙を舞台としたスペースオペラの形態を取っているのに対し、本作は舞台は地球であり国際連合やCIAが登場するほか、宇宙を連想させる要素は皆無であり、ストーリーも遺伝子工学の狂気を描いたものである。後に寺沢は『ガンドラゴンシグマ』と「シグマ」を名乗る作品を発表しているが、本作とは特に関連はない。
未発表作品ということもあり、長らく単行本に収録されることはなかったが、2006年に『コブラ』の30周年を記念した完全版コミックスが刊行されるのを記念し、『大地よ蒼くなれ』と共にコミックス7～12巻の購入応募者全員特典としてB6の大版でメディアファクトリーより非売品として冊子化された。まんだらけによればこの冊子は全員プレゼントにもかかわらず滅多に市場流通がないとのことで、今後プレミア化する可能性が高いと評している。
2015年6月19日に三栄書房より刊行されたコンビニコミック『寺沢武一ヒーローズ！』において、一般流通の媒体としては初めて完全収録された。

## あらすじ
ハドリバーグ海岸付近で謎の神隠し事件が発生していた。近海で発見された手首の形をした謎の漂着物が人間のものであると判明し、遂にはCIAが動き出した。エージェントのブリンナーは事件調査の依頼を受け、懐疑的に思いつつも承諾する。しかし、この事態は国際連合をも動かしていた。国連の特務機関・オメガボーンはCIAと合同で事件の調査を行うこととなり、『シグマ45』のコードネームで知られる凄腕の男を派遣したという。ブリンナーとの連絡方法は、半月型に切断されそれぞれ渡されている銀貨の片割れを割符として示すこと。
ブリンナーがハドリバーグ海岸に到着した頃、2人の姉妹が写真撮影に訪れていた。周辺地帯が封鎖されていることを理由に立ち退きを命じるブリンナーだったが、直後にホフマンと名乗るマッドサイエンティストに3人は拉致されてしまう。ホフマン博士の目的は水棲人間（ギル・メン）を創り上げ自ら神となることで、そのサンプルとして彼女達を連れ去り、姉妹の姉レイラを手にかけるが、その直後にバラバラになり身体の溶けた警備員の死体が発見される。既にシグマ45は研究所に侵入していたのだった。
しかし、さらなる成果を求めホフマンは新人類の餌として妹のジェーンを実験台としていた。

## 登場人物
ジェーン / シグマ45（Σ45）
主人公。グラマラスな体型で金髪の清楚な顔立ちから、姉のレイラにダイビングスーツのモデルとして採用され、ハドリバーグに来たのもその撮影が目的であった。ホフマンのサンプルとなった姉に対して不要とみなされたことから失敗作の餌にされかけてしまい、九死に一生を得るも姉を改造した水棲人間「イブ」の餌として海中に投じられる。
その正体は、オメガボーンの依頼を受けた凄腕のエージェント「シグマ45」。テーラーはブリンナーに「凄腕の男」と紹介していたが、実態は女性である。右腕に仕込まれたシグマ45口径の銃は、人間の体をバラバラに溶かすほどの威力で撃たれた跡はバズーカ砲と見間違うほど。水棲人間の失敗作やブリンナー、そして水棲人間のアダムとイブを倒した後、標的にして姉の仇であるホフマンを始末した。
レイラ
ジェーンの姉でカメラマン。パロマ社のダイビングスーツの撮影のために妹とハドリバーグへ訪れるが、直後にホフマンに拉致され、水棲人間「イブ」へと強制的に改造されてしまう。その後ホフマンに命じられるままジェーンを襲うも、アダム共々返り討ちにされる。
ブリンナー
CIAのエージェント。スキンヘッドで左眼に黒い眼帯をしており、常に咥えタバコをしている。シグマ45と協力し、ホフマンの研究所を潰すことが任務であった。
その実態はホフマンの協力者であり、利益目当てに支援こそしていたが「水棲人間」思想への狂信には辟易していた。最終的にはシグマ45に警備兵共々討たれる。
ホフマン
海洋学、遺伝子工学の権威であったが、地球が遠からず海中に没するという説を推し進め、人間を魚人化するという研究論文を発表、それを異端視された学会から追放される。しかし、海中に研究所を建設し独自に研究を進め、遂には水棲人間「アダム」の誕生に成功する。そのパートナーとして近海に訪れていたジェーンとレイラの姉妹を拉致、レイラを水棲人間に改造するなどの悪事を働くも、シグマ45としての素性を現したジェーンによって始末された。
アダム
ホフマンの水棲人間第一号で、シャチと人間の細胞を遺伝子レベルで融合させた男性。発語能力はなく、水棲人間を銘打ってはいるが、その姿はシャチの体に人間の頭をつけただけのもので人間の意識はない。イブと共にジェーンを襲うも返り討ちにあう。
テーラー
CIAの部長。ブリンナーにハドリバーグ調査の命を出したが、彼が裏切り者であることまでは察知していなかった。

## 単行本
- 寺沢武一『寺沢武一ヒーローズ！』（三栄書房、2015年6月29日発売、ISBN 978-4779624872）
コンビニコミックとして刊行された寺沢武一の傑作選。『シグマ45』の他にも、『コブラ』『ゴクウ』『BLACK KNIGHT BAT』『鴉天狗カブト』『武 TAKERU』からエピソード数話を併録している。